# Agrilus aeneocephalus
Agrilus aeneocephalus är en skalbaggsart som beskrevs av Fisher 1928. Agrilus aeneocephalus ingår i släktet Agrilus och familjen praktbaggar. Inga underarter finns listade i Catalogue of Life.